# Список самых высоких зданий Владивостока
В список самых высоких зданий Владивостока включены здания высотой более 70 м. Под зданиями здесь понимаются наземные строительные сооружения с помещениями для проживания и (или) деятельности людей, размещения производств, хранения продукции или содержания животных. Мачты, трубы и прочие технические постройки, не предназначенные для проживания и (или) деятельности людей, или предназначенные частично (эксплуатируемые этажи занимают менее 50 % строительного объёма сооружения), зданиями не являются.
Для жилых зданий, высота которых неизвестна, но известна этажность, общая высота вычисляется по формуле, рекомендуемой специалистами Совета по высотным зданиям и городской среде: для жилых зданий и отелей высота этажа принимается равной 3,1 м, для офисных — 3,9 м, для многофункциональных — 3,5 м. Соответственно, критерий включения в список для зданий с неизвестной высотой является следующим: 16 надземных этажей, для жилых зданий, 15 этаж для многофункциональных, 13 этажей для офисных. Надземные технические этажи также учитываются. Если здание имеет не менее двух этажей с повышенной высотой потолков и изначально предназначенных под офисы, магазины, пентхаусы или художественные мастерские, то критерий включения в список снижается минимум на 1 этаж.

## История высотного строительства во Владивостоке

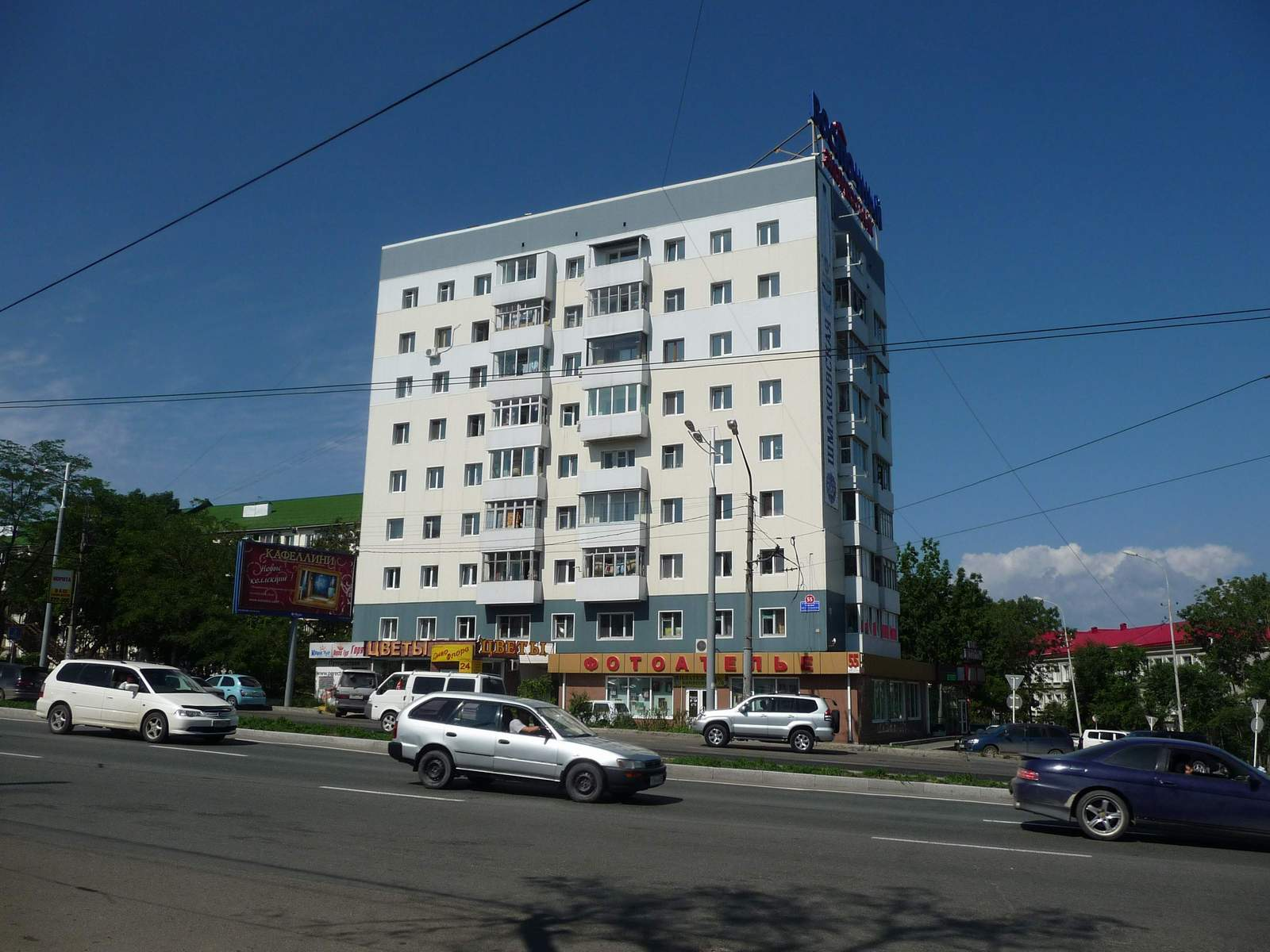
Первый 9-этажный дом во Владивостоке (пр. Столетия Владивостока, 55)

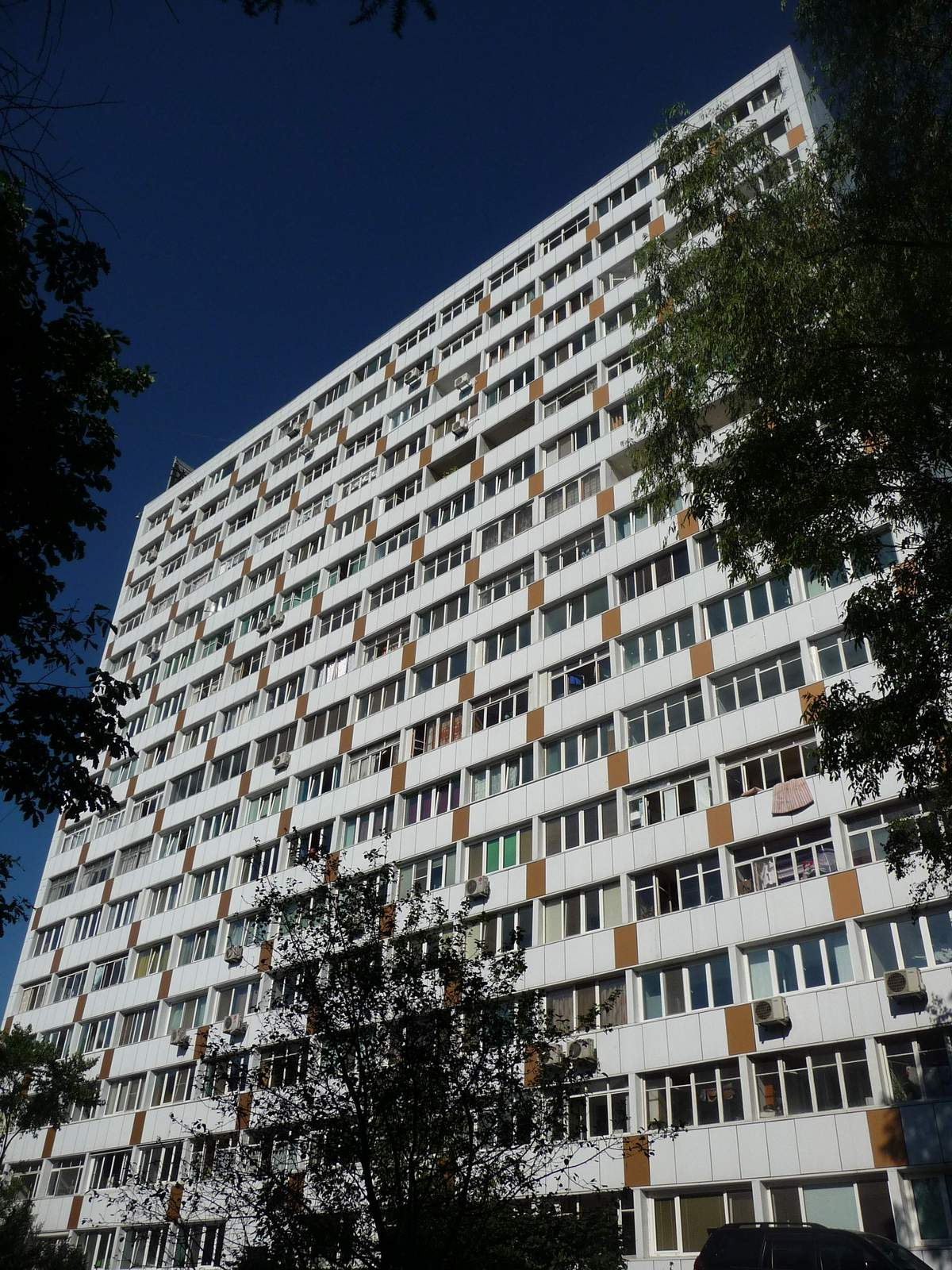
Первый 16-этажный дом во Владивостоке (ул. Русская, 48)

Долгое время многоэтажная застройка в городе была запрещена ввиду сейсмоопасности.
В конце 1950-х годов ул. Областная (будущий проспект Столетия Владивостока) была застроена одноэтажными деревянными частными домами. Улица являлась продолжением шоссе Владивосток-Хабаровск и служила «парадным въездом» в город. После визита Н. С. Хрущёва во Владивосток в 1959 году было решено облагородить эту улицу, застроив её современными многоэтажными домами. В 1965 году по инициативе 1-го секретаря крайкома КПСС В. Е. Чернышёва здесь был построен первый в городе 9-этажный дом (пр. 100-летия Владивостока, 55).
В 1966 году там же, на пр. 100-летия, появились и первые 9-этажные панельные дома (№ 78, 82 и 84). Строились они тоже с перерывом на зиму, так как зимой монтаж панелей выше пяти этажей запрещался.
Первый 16-этажный панельный дом (№ 48 по ул. Русской) был построен как экспериментальный на углу проспекта Столетия Владивостока и ул. Русской. Эксперимент оказался удачным. Проект получил серийный номер 1-464Д-Э104 и потом на его основе было построено около десятка 16-этажных домов в городе.
Самым высоким общественным зданием во Владивостоке пока является 18-ти этажный «Белый Дом» (раньше — Дом Советов). В основу здания высотой 75,2 м был заложен стальной каркас с железобетонным ядром жёсткости блока лифтовых шахт. Облицовка — навесные керамзитобетонные панели. Здание введено в эксплуатацию в 1983 году.
Самым высоким зданием в крае с января 1997 года являлся 25-этажный жилой дом по ул. Фастовской, 14 на полуострове Черкавского (чаще его называют мыс Чуркина). Дом монолитной конструкции и высотой 80,5 м строили рабочие из КНДР по корейскому же проекту.
В 2016 году сдан в эксплуатацию 27-этажный жилой комплекс «Атлантис 2» высотой 90 м.
В 2017-м началось строительство двух 44-этажных башен ЖК «Аквамарин»
За год построился 29-этажный ЖК «Вертикаль» (2019).
26 января 2021 года жилой комплекс «Аквамарин» по адресу ул. Арсеньева, д. 2а, самое высокое здание за Уралом в России, был сдан в эксплуатацию.

## Построенные и достраивающиеся здания
Для удобства пользования таблицей в ней используются некоторые сокращения: ЖК — жилой комплекс; БЦ — бизнес-центр; ТЦ — торговый центр.
| Название строения                           | Фото                                                              | Высота, м | Число этажей | Год постройки              | Адрес                                     |
| ------------------------------------------- | ----------------------------------------------------------------- | --------- | ------------ | -------------------------- | ----------------------------------------- |
| ЖК «Аквамарин»                              |                                                                   | 155,5     | 41           | 26.01.2021                 | ул. Арсеньева, 2а                         |
| Magnum Grand Palace                         |                                                                   | 87        | 33, 24       | 2020                       | ул. Володарского 1                        |
| БЦ «City Hall»                              |                                                                   | 100,5     | 30           | 2020                       | ул. Запорожская, 77                       |
| ЖД «Вертикаль»                              |                                                                   | 97,3      | 29           | январь 2020                | ул. Леонова, 70                           |
| ЖК «Атлантис-II»                            |                                                                   | 96        | 27           | декабрь 2016               | ул. Тигровая, 16б                         |
| ЖК «Эко Сити», дом 1                        |                                                                   | 91,4      | 28           | ноябрь 2020                | ул. 2-я Поселковая, 15                    |
| ЖК «Оникс»                                  |                                                                   | 86        | 27           | 2017                       | Пр-т Красного Знамени, 114а               |
| ЖСК «Голубиная падь» 1                      | Владивосток, Гоголя 33 — дом для преподавателей ВГУЭС, 2017-09-21 | 84,5      | 27           | июль 2017                  | ул. Гоголя, 33                            |
| ЖСК «Голубиная Падь» 2                      | Владивосток, ул. Гоголя, 35 — ЖК «Голубиная падь-2»               | 84,3      | 27           | август 2020                | ул. Гоголя, 35                            |
| ЖК «Академический»                          |                                                                   | 84        | 26           | январь 2019                | проспект 100-летия Владивостока, 176, 178 |
| ЖД по ул. Очаковская, 7                     |                                                                   | 83        | 26           | 2018                       | ул. Очаковская, 7                         |
| ЖК «Ольга»                                  |                                                                   | 82,2      | 27           | декабрь 2020               | Партизанский проспект, 45а                |
| Жилой дом, Фастовская, 14                   |                                                                   | 80,5      | 25           | январь 1997                | ул. Фастовская, 14                        |
| ЖК «Морион»                                 |                                                                   | 78,1      | 24           | октябрь 2020               | ул. Брянская, 18                          |
| ЖК «Александрит»                            |                                                                   | 77        | 25           | 2016                       | ул. Жигура, 12                            |
| Правительство Приморского Края              |                                                                   | 75,2      | 22           | 1983                       | ул. Светланская, 22                       |
| ЖК «Одиссей»                                |                                                                   | 74,5      | 23           | март 2020                  | ул. 2-я Поселковая, 3в                    |
| Апарт-Комплекс «Gavan Residence»            |                                                                   | 74        | 24           | 2018                       | ул. Станюковича, 46                       |
| ЖК «Высота»                                 |                                                                   | 73,6      | 22           | август 2020                | ул. Фонвизина, 4                          |
| ЖК «Атлантис-1»                             |                                                                   | 73,5      | 23           | 2007                       | ул. 1-я Морская, 20                       |
| ЖД по ул. Адмирала Горшкова, 2, 4           |                                                                   | 73        | 25           | 2014                       | ул. Адмирала Горшкова, 2, 4               |
| ЖД по ул. Адмирала Горшкова, 44             |                                                                   | 72        | 24           | май 2020                   | ул. Адмирала Горшкова, 44                 |
| ЖК «Снеговая Падь. Комплекс Д», дома 25, 26 |                                                                   | 72        | 25           | 2020 июль (53) август (55) | ул. Адмирала Горшкова, 53, 55             |
| ЖД по ул. Анны Щетининой, 1                 |                                                                   | 72        | 24           | 2011                       | ул. Анны Щетининой, 1                     |
| ЖД по ул. Анны Щетининой, 25, 27, 29        |                                                                   | 72        | 24           | 2011(25) 2011(27) 2012(29) | ул. Анны Щетининой, 25, 27, 29            |
| ЖК «Алые Паруса», башня Запад               |                                                                   | 71,5      | 23           | 2016                       | ул. Крыгина, 94                           |
| ЖК «Орлиное Гнездо 2»                       |                                                                   | 71        | 25           | 2018                       | ул. Аксаковская, 3                        |
| ЖК «Тринити»                                |                                                                   | 70        | 24           | 2019                       | ул. Державина, 23                         |
| ЖК «Театральный»                            |                                                                   | 69,5      | 24           | 2019                       | ул. Фастовская, 29                        |

## Здания, находящиеся в процессе строительства
В таблицу включаются строящиеся здания, ещё не достигшие максимальной высоты. Для удобства пользования таблицей в ней используются некоторые сокращения: ЖК — жилой комплекс; БЦ — бизнес-центр; ТЦ — торговый центр.
| Место | Название строения               | Фото                                                               | Высота, м | Число этажей | Статус                                                                         | Адрес                 |
| ----- | ------------------------------- | ------------------------------------------------------------------ | --------- | ------------ | ------------------------------------------------------------------------------ | --------------------- |
|       | ЖК «Аркада Арт»                 | ЖК «Аркада АРТ», Владивосток, Фастовская, 33, 2022-08-17           | 102       | 3x27         | Выведен на проектную высоту (на 17.08.2022)                                    | ул. Фастовская, 33    |
| -     | ЖK «Атлантикс Сити»             | Владивосток, Океанский пр-т, 52 — строящийся жилой дом, 2017-09-15 | 101       | 2×27         | Строительство заморожено (на 2018) Выведен на проектную высоту (на 15.09.2017) | Океанский пр-т, 52-58 |
| -     | Здание отеля по ул. Луцкого, 21 |                                                                    | 75        | 25           | Строительство заморожено (на 2015)                                             | ул. Луцкого, 21       |

## Другие высокие сооружения
| Место | Название строения                 | Фото | Высота, м | Год постройки | Адрес               | Примечания                                                                                 |
| ----- | --------------------------------- | ---- | --------- | ------------- | ------------------- | ------------------------------------------------------------------------------------------ |
| 1     | Пилоны Русского моста             |      | 324       | 2012          |                     | Пролив Босфор Восточный                                                                    |
| 2     | Пилоны Золотого моста             |      | 226       | 2012          |                     | Бухта Золотой Рог                                                                          |
| 3     | Телевышка на сопке Орлиное гнездо |      | 180       | 1960          | ул. Нерчинская, 26А | Находится на вершине сопки Орлиное гнездо, высота которой по разным данным от 199 до 203 м |

## Фотогалерея
| - ЖК «Атлантис-II» - ЖК «Атлантис-II» - ЖК «Атлантис-I» (справа) и «Атлантис-II» - ЖСК «Голубиная падь» (Гоголя 33) — дом для преподавателей ВГУЭС, 2017-09-15 - Державина 23 — ЖК «Тринити», 2017-09-21 |